# Боций
Бо́ций (монг. Боций - спор) — село в Джидинском районе Бурятии. Административный центр сельского поселения «Боцинское».

## География
Расположено в 59 км юго-восточнее районного центра — села Петропавловка на правом берегу реки Джиды, в 3 км севернее границы с Монголией.
Соседние населенные пункты — Цаган-Усун, Ёнхор, Нюгуй, Тасархай.

## История
История села начинается с 1728 года, когда здешние места заселили казаки, призванные охранять границы Российской империи. В переводе с монгольского языка Боций означает «спор». В местности «Большой дозор» при проведении пограничной линии после подписания Буринского договора (1727) произошли разногласия, которые длились более года. В итоге спорная территория отошла к России.
17 июня 1863 года была заложена церковь, 1 июня 1867 год её освятили. В 1888 году храм перенесли на другое место. 17 января 1892 года при церкви открыли приходскую школу. 17 февраля 1938 года храм закрыли Постановлением Президиума ЦИК Бурят-Монгольской АССР.
В 1921 году в селе был организован пограничный пост из 22 бойцов, все они погибли от рук белогвардейцев.
4 октября 2008 года в селе был открыт новый Свято-Георгиевский храм при содействии мецената Плюснина Виктора Ивановича.

## Население
| 2002 | 2010 |
| ---- | ---- |
| 663  | ↘550 |

## Экономика
Население преимущественно занимается сельским хозяйством, имеет личные подсобные хозяйства.

## Социальная инфраструктура
- Средняя школа
- Дом культуры
- Библиотека
- Почта
- Фельдшерско-акушерский пункт

## Достопримечательности
- Фольклорный ансамбль «Сударушка»
- Свято-Георгиевский храм
- Памятник погибшим фронтовикам Великой Отечественной войны
- Братская могила неизвестных красноармейцев, погибших в 1921 году в бою с бароном Унгерном
- Субурган
- Могильник Гунзан (II—I тыс. до н. э.)
- Могильник Боцинский (II—I тыс. до н. э. — X—XV века н. э.)